# Tadeusz Dominik
Tadeusz Dominik (Szymanów, 14 de enero de 1928 - Varsovia, 20 de mayo de 2014) fue un pintor, dibujante y profesor de arte polaco. Nació en Szymanowo.

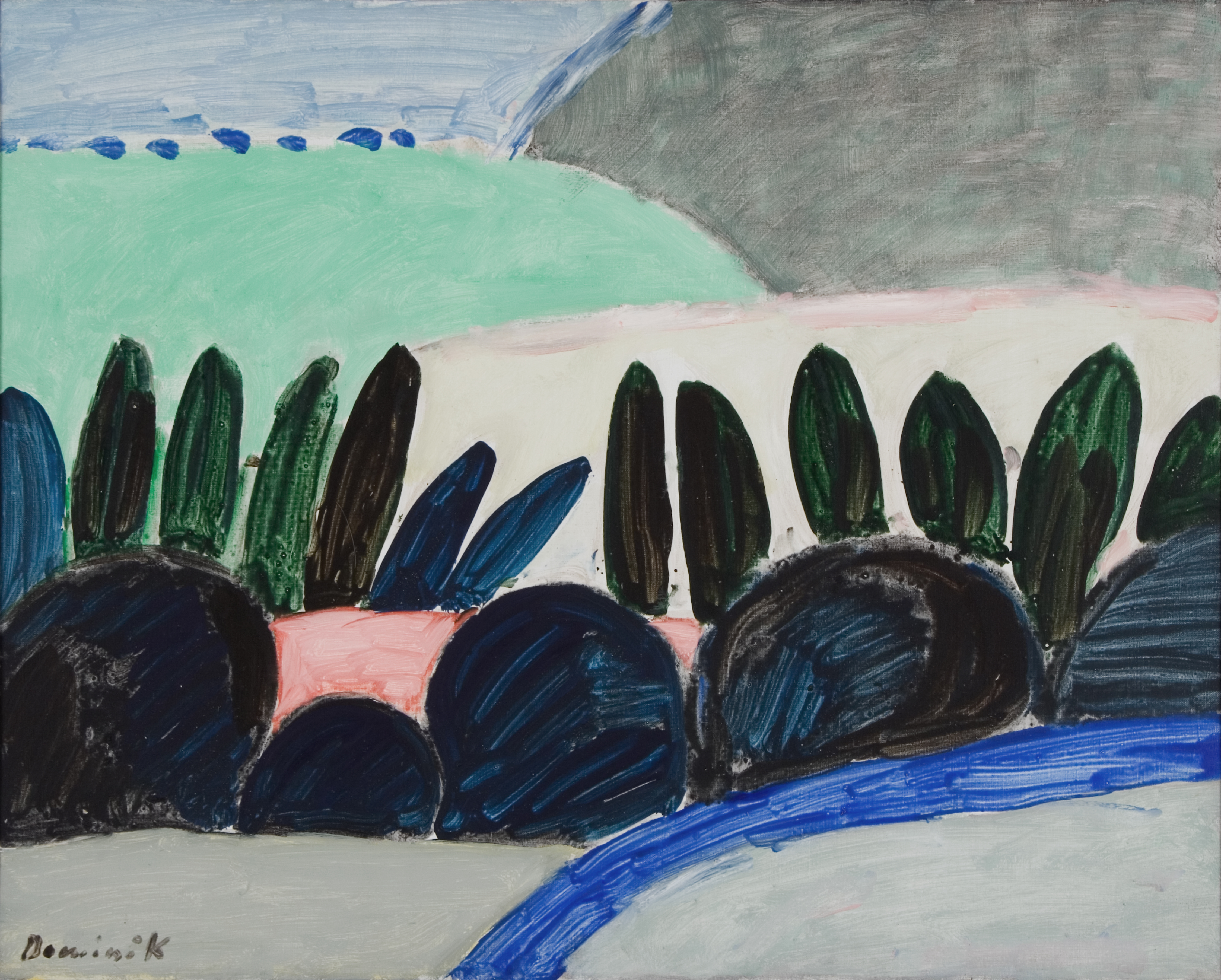
Tadeusz Dominik, Paisaje, 1988

Dominik estudió pintura en la Academia de Bellas Artes de Varsovia. Recibió su título en el estudio de pintura del Prof. Jan Cybis en 1953. Fue profesor en su alma mater desde 1951 hasta 2014. 
En el período de 1958-1959 residió en París gracias a una beca del gobierno francés. Durante 1961-1962 creó trabajos en EE. UU. como erudito de la Fundación Ford. Murió en 2014 en Varsovia.

## Premios
- 1964 - Festiwal International d'art. Contemporain, Monte Carlo
- 1973 - Jan Cybis Prize, Warsaw
- 2010 - The Kazimierz Ostrowski Award, Gdansk